# 한상규 (축구 선수)
한상규(2005년 8월 5일 ~ )은 대한민국의 축구 선수이다. 포지션은 센터백이다. 현재 K리그1 수원 FC 소속이다.